# Сірмай Анастасія Йосифівна
Анастасія Йосифівна Сірмай (нар. 26 грудня 1996) — українська футболістка, півзахисниця та капітан  ЖФК «Минай».

## Клубна кар'єра
Футбольну кар'єру розпочала в «Закарпатті». З 2013 по серпень 2014 року виступала за моршинський «Медик» у Першій лізі України. У серпні 2014 року перейшла в «Житлобуд-2». Триразова чемпіонка України та володарка кубку України. У жіночій Лізі чемпіонів дебютувала 4 листопада 2020 року в переможному (9:0) домашньому поєдинку проти вірменського «Алашкерта». Анастасія вийшла на поле в стартовому складі, а на 71-ій хвилині її замінила Марія Колещук. Загалом у Лізі чемпіонів 2020/21 зіграла 4 матчі.

## Кар'єра в збірній
З 2014 року викликалася до молодіжної збірної України (WU-19), у футболці якої дебютувала 15 вересня 2014 року в переможному (3:1) поєдинку молодіжного чемпіонату Європи проти кіпрської «молодіжки». Сірмай вийшла на поле на 46-ій хвилині, замінивши Вікторію Бойко. Загалом зіграла 5 матчів у молодіжній збірній України.
Вперше до заявки національної збірної України потрапила 3 вересня 2019 року на програний (0:8) домашній поєдинок проти Німеччини, але просиділа увесь матч на лаві запасних.

## Досягнення
- Вища ліга України
  -  Чемпіон (3): 2016, 2017, 2019/20
  -  Срібний призер (3): 2014, 2017/18, 2018/19
  -  Бронзовий призер (1): 2015

- Кубок України
  -  Володар (1): 2019/20

- Перша ліга України
  -  Бронзовий призер (1): 2023/24